# 101 dalmatinů II: Flíčkova londýnská dobrodružství
101 dalmatinů II: Flíčkovo londýnské dobrodružství (v anglickém originálu 101 Dalmatians II: Patch's London Adventure) je animovaný film z roku 2003 režisérů Jima Kammeruda a Briana Smithe. Jde o volné pokračování snímku 101 dalmatinů z roku 1961, jenž vznikl podle novely spisovatelky Dodie Smithové z roku 1956.

## Děj
Jako by to bylo včera co se Roger a Anita vzali a také Pongo a Perdita. Mezi jejích roztomilým hejnem štěňátek je i malý Flíček, který rád sleduje oblíbený televizní seriál o superpsovi Bleskovi. Pak se ale rodinka má stěhovat, a právě tehdy má přijít do Londýna Blesk. A to si malý Flíček nemohl nechat ujít. Když ho rodina při stěhování zapomene doma, Flíčka právě čekala vysněná cesta za Bleskem. Spolu zažijí hodně dobrodružství. Pongo a Perdita se pokouší najít svého synka, z Vesnice do Londýna. A taky musí bojovat proti Cruelle Devilové!

## Dabing
| Barry Bostwick    | Thunderbolt    |
| Jason Alexander   | Lightning      |
| Martin Short      | Lars           |
| Bobby Lockwood    | Patch          |
| Susanne Blakeslee | Cruella de Vil |
| Samuel West       | Pongo          |
| Maurice LaMarche  | Horace         |
| Jeff Bennett      | Jasper         |
| Jodi Benson       | Anita          |
| Tim Bentinck      | Roger          |
| Kath Soucie       | Perdita        |
| Mary MacLeod      | Nanny          |
| Michael Lerner    | Producent      |